# Armel Desouches
Armel Desouches, né le 20 août 1910 à Saché et mort le 7 août 2001 à Royan, est un coureur cycliste français, en activité de 1929 à 1934,.

## Biographie
En 1933, il court pour l'Équipe cycliste Helyett.

## Palmarès
- 1929
  - Circuit de Saumur
- 1930
  - Grand Prix de Saumur
  - 2e du Grand Prix de la Sarthe
  - 3e du Circuit de l'Indre
- 1931
  - Grand Prix de la Sarthe
  - 2e de Tours-Châtellerault-Tours
  - 3e de Poitiers-Saumur-Poitiers
  - 3e du Grand Prix de Saumur
- 1934
  - 3e de Nantes-Saint-Nazaire-Nantes